# Gorgorhynchus robertdollfusi
Gorgorhynchus robertdollfusi är en hakmaskart som beskrevs av Yves-Jean Golvan 1956. Gorgorhynchus robertdollfusi ingår i släktet Gorgorhynchus och familjen Rhadinorhynchidae. Inga underarter finns listade i Catalogue of Life.